# カーダシアンインデックス
カーダシアンインデックス（英語: Kardashian Index、K-Index）は、科学者の持つ査読付き論文の被引用数とTwitterアカウントのフォロワー数を基に算出される、出版実績とソーシャルメディアにおけるプロフィールの不一致を風刺する指数である。2014年にNeil Hallが提示した指数であり、ソーシャライトであるキム・カーダシアンに因んで名付けられた。

## 定義
1人の科学者が持つ査読付き論文の被引用数{\displaystyle C}が与えられた際、その科学者が持つTwitterのフォロワー{\displaystyle F}は、一般にHail (2014)によって無作為に抽出された40人の科学者から以下の式で与えられることが示された。
{\displaystyle F(C)=43.3\,C^{0.32}}
これより特定の科学者が持つK-Indexは、以下の式で算出される。
{\displaystyle {\text{K-index}}={\frac {F_{a}}{F(C)}}}
ここにおいて{\displaystyle F_{a}}は特定の科学者が持つTwitterのフォロワー数であり、{\displaystyle F(C)}は先述の{\displaystyle C}にその特定の科学者の持つ査読付き論文の被引用数から導き出されるものである。

## 解釈
K-Indexの数値が高いほどその科学者の名声が過剰に評価されていることを示し、反対に低いほど名声が過少に評価されていることを示す。発案者のHallによれば、K-Indexが5以上の科学者は「科学界のカーダシアン（Science Kardashians）」であり、
私は全ての科学者が年ごとにK-Indexを計算し、TwitterのプロフィールにK-Indexを書くことを提案します。他の人々が140字の知恵にどれほどの重みを付けるべきかを判断するのに役立つだけではなく、インセンティブにもなるのです。K-Indexが5を超えたのならば、Twitterを辞めて論文を書く時であるからです。
—Neil Hall、Hall (2014)
としている。またHailは「重大な注記」としてサンプルの男女格差に言及している。サンプルに含まれた14人の女性科学者の内、K-Indexが大きい者は1人だけであり、11人の女性科学者はK-Indexが小さいと指摘している。このためほとんどの「科学界のカーダシアン」は男性であり、この「研究」は科学界が女性を無視し続けているか、女性が自己宣伝を行わない傾向にあることを示している可能性があるとしている。
2022年2月11日、HallはTwitter上においてK-Indexについて、「カーダシアンではない指数に対する皮肉」であり「全ての前提が風刺である」と述べた。

## 反応
Hailによる論文が発表された直後には、K-Indexと同様に科学的な生産性を示す冗談的な指標が提案された。「テスラ指数（英: Tesla Index）」はニコラ・テスラのように社会へ研究成果を公表しない科学者を示すために提案された。この他多くの指標案が#alternatesciencemetricsのハッシュタグを用いてTwitter上に公表された。
2022年、スタンフォード大学のジョン・P・A・ヨアニディスは、2019年からのCOVID-19の流行に関する対策の提言であるグレートバリントン宣言について、これの署名者がジョンスノー覚書の署名者によって少数派として敬遠されるようにされたとする論文を発表した。ヨアニディスによれば、ジョンスノー覚書の署名者はTwitterやその他のソーシャルメディア上における多数のフォロワーやOp-edを活用し、相対的に影響力の小さいグレートバリントン宣言の署名者に対し科学的な「集団思考」を形成したとしている。なおヨアニディスの論文においては、Google Scholarのページを持つ署名者が少数であったことを考慮し、Scopusを用いてK-Indexを算出している。
K-Indexは、ある科学者の被引用数がその科学者の科学的な価値に相当することを示唆しているが、この仮定には批判が存在する。またK-Indexの提案そのものには、科学者はソーシャルメディア上での影響力を持つべきであるという論に対する批判と解されているが、実際にはソーシャルメディア上における影響力は、その質や科学的な影響力と相関が無いことが示されている。